# Crăciunelu de Jos, Alba
Crăciunelu de Jos (în maghiară Alsókarácsonyfalva, în germană Christendorf sau Kratschendorf) este satul de reședință al comunei cu același nume din județul Alba, Transilvania, România.

## Geografie

### Așezare
Localitatea Crăciunelu de Jos este situată în partea estică a județului Alba, în lunca Târnavei, situată pe drumul național DN14B la 32 km de municipiul Alba Iulia și la 7 km de Blaj - orașul cel mai apropiat.
Așezată pe valea Târnavei și versanții sudici ai Dealurilor Lopadei are un relief de deal cu o altitudine cuprinsă între 300 și 500 m.
Satul Crăciunelu de Jos are formă neregulată și este situat în lunca Târnavei de o parte și de alta a râului și pe fruntea lină a terasei de 30–40 m. Particularitatea localității constă în numărul mare al gospodăriilor construite pe lunca înaltă din dreapta râului și în extinderea sa actuală pe fruntea terasei. Cealaltă parte a satului, din stânga râului, fiind așezată pe malul Târnavei, a intrat într-un proces de regres pronunțat, cauzat de frecventele inundații.
Pe teritoriul acestei localități se găsesc izvoare sărate.

## Istoric
Atestată documentar pentru prima dată în anul 1324 cu numele de domus Karachyni, din 1733 Also-Kracsunfalva, este cunoscut mai mult ca centru viticol.
Situat pe malul Târnavei, la circa 6 km vest de orașul Blaj, în județul Alba, localitatea Crăciunelu de Jos, important centru viticol al Podgoriei Târnavelor, este menționat documentar pentru prima dată la 10 iulie 1324. Însă, pe raza satului s-au descoperit urme de neolitice, din epoca bronzului și morminte de inhumație scitice specifice primei vârste a fierului, Hallstatt, astăzi expuse în cadrul Muzeului Brukenthal din Sibiu.
După anul 1324, satul este amintit într-un act din 11 mai 1396, cu ocazia delimitării domeniilor Episcopiei Transilvaniei, iar la 16 august 1370 o parte a domeniului Crăciunelu este luată în stăpânire de nobilul Ladislau de Galda și de soția sa Elisabeta. În statistica din anul 1553 satul figura printre localitățile cu populație predominant românească din comitatul Alba.
Mai târziu, în anul 1836 sătenii, cu sprijinul episcopului unit Ioan Lemeni și al baronului Ioan Banffi de Lasontz, au ridicat biserica din zidărie „Sfântul Ierarh Nicolae” situată în partea centrală a localității, iar în anul 1900, conform recensământului oficial maghiar, Crăciunelu de Jos număra 1223 locuitori, din care 1063 (86,9%) erau români.
În anii Primului Război Mondial numeroși tineri din sat au luptat și și-au dat viața pe fronturile din Galiția, Bosnia-Herțegovina, Serbia etc., de partea armatei austro-ungare. Între tinerii căzuți pe câmpurile de luptă în această perioadă se numără: Gheroghe Bonțida, Ioan Cristea, Ioan Damian, Irimie Damian, Ioan Fântână, Gheorghe Oltean, frații Ioan și Alexandru Roșa.
Legislația adoptată de statul român după 1918 și-a arătat binefacerile și pentru sat și locuitorii săi, îndeosebi după aplicarea reformei agrare din 1921. În această perioadă populația Crăciunelului a crescut numeric, ajungând la 1666 locuitori la recensământul din anul 1930. Din aceștia 1450 erau români, 164 maghiari, 40 țigani, 8 germani și 4 evrei.
Intrarea României în cel de-al Doilea Război Mondial, la 22 VII 1941, sub ordinele generalului Ion Antonescu, a marcat profund și locuitorii satului Crăciunelu de Jos. Zeci de tineri din localitatea de pe Târnavă și-au vărsat sângele în încleștările din Basarabia, Crimeea, de la Cotul Donului etc., de partea armatei regale române. Lor li se adaugă atât cei care vor da jertfa supremă, între 23 VIII 1944 și 12 V 1945, în luptele date împotriva Germaniei naziste, cât și cei care vor pieri ca prizonieri în lagărele de pe întinsul Uniunii Sovietice.
Între cei 42 de eroi din Crăciunelu de Jos căzuți în cel de-al doilea război mondial, 35 au pierit pe frontul antisovietic și în lagărele staliniste, iar 7 după declanșarea ostilităților cu Germania.
În memoria acestor eroi, după anul 1990, în localitatea Crăciunelu de Jos a fost înălțată o troiță.

## În prezent
În ultimele două decenii, din morive electorale, în sat a fost "construit" un "cartier", in lunca joasă (inundabilă) a Târnavei, numit de localnici "Dallas".
Populatia asezată aici este de origine romă, multi dintre cei stabiliti fiind originari din comuna Bucerdea Grânoasa, din Blaj etc. 
În consecință, strada Bigău a devenit tot mai nesigură, iar structura etnică a populației a suferit modificări.

## Turism

### Obiective turistice
- Biserica Greco-Catolică, sfințită în anul 2002[2]

### Monumente
- Troița din sat (primul război mondial)
- Obelisc (monument al eroilor din primul război mondial)

## Personalități
- Vasile Mărculeț (n. 1 ianuarie 1962) - profesor, doctor in istorie - specializare: Istoria Bizantului si relatiile internationale din spatiul mediteraneano-pontic in Evul Mediu. Autor a cca 340 de titluri publicate (lucrari de specialitate, monografii, dictionare istorice, studii si articole de istorie). Pentru detalii vezi pagina personala web: www.vasilemarculet.vze.com
- Ioan Marculet, (n. 9 aprilie 1968) - profesor, doctor in geografie - specializare: Geografia fizică. Autor a peste 345 de titluri publicate (lucrari de specialitate, monografii, dictionare istorice, enciclopedie geografică, studii si articole de geografie si demografie).
- Ioan Șarlea, născut la 27 septembrie 1939 în Crăciunelul de Jos, membru al Asociației Artiștilor Plastici Amatori. Debutul expozițional în 1978 la Mediaș. Primarul Craciunelu de jos este Lenuta Bubur de la Partidul Național Liberal (România).

## Galerie de imagini

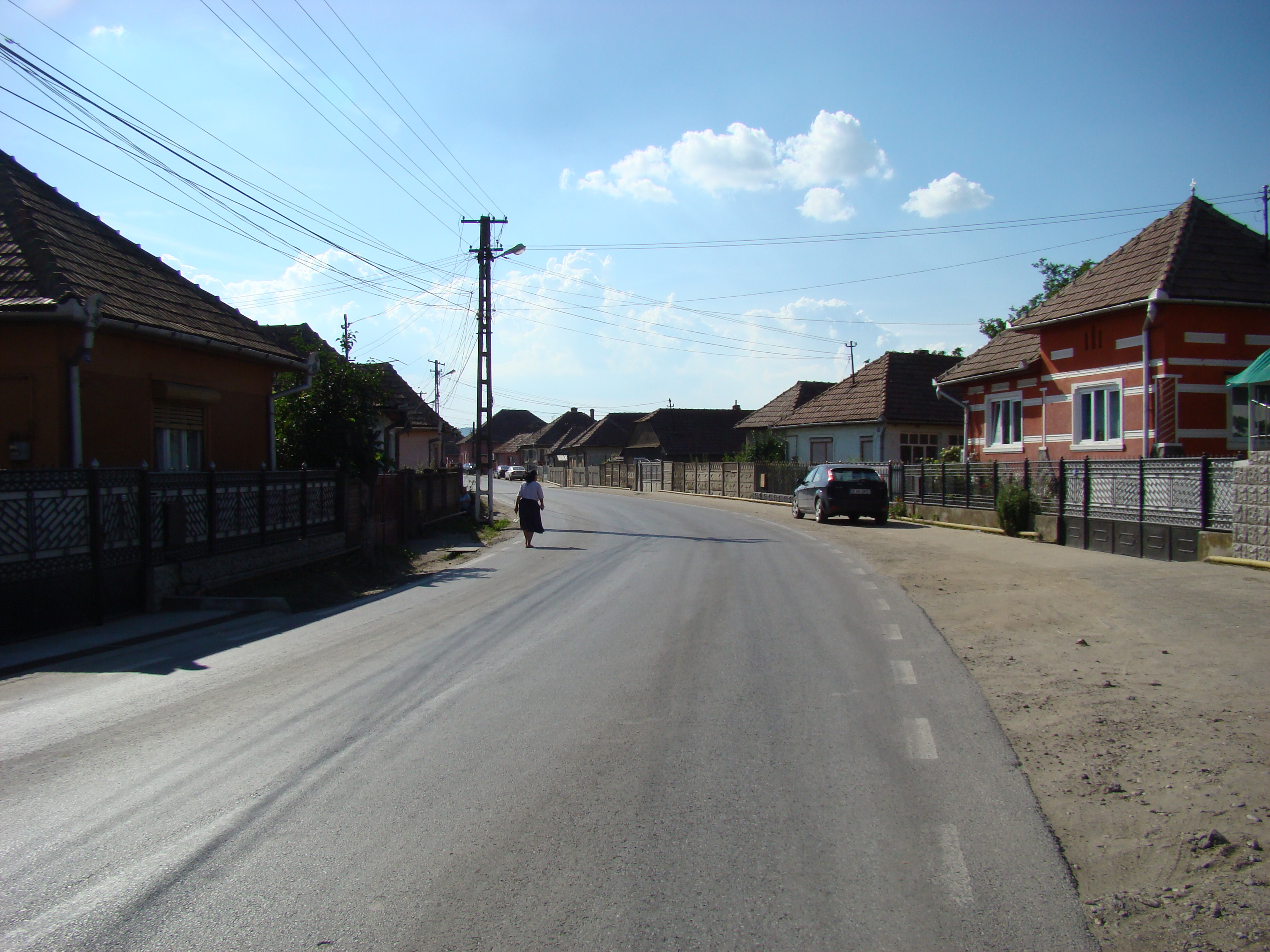
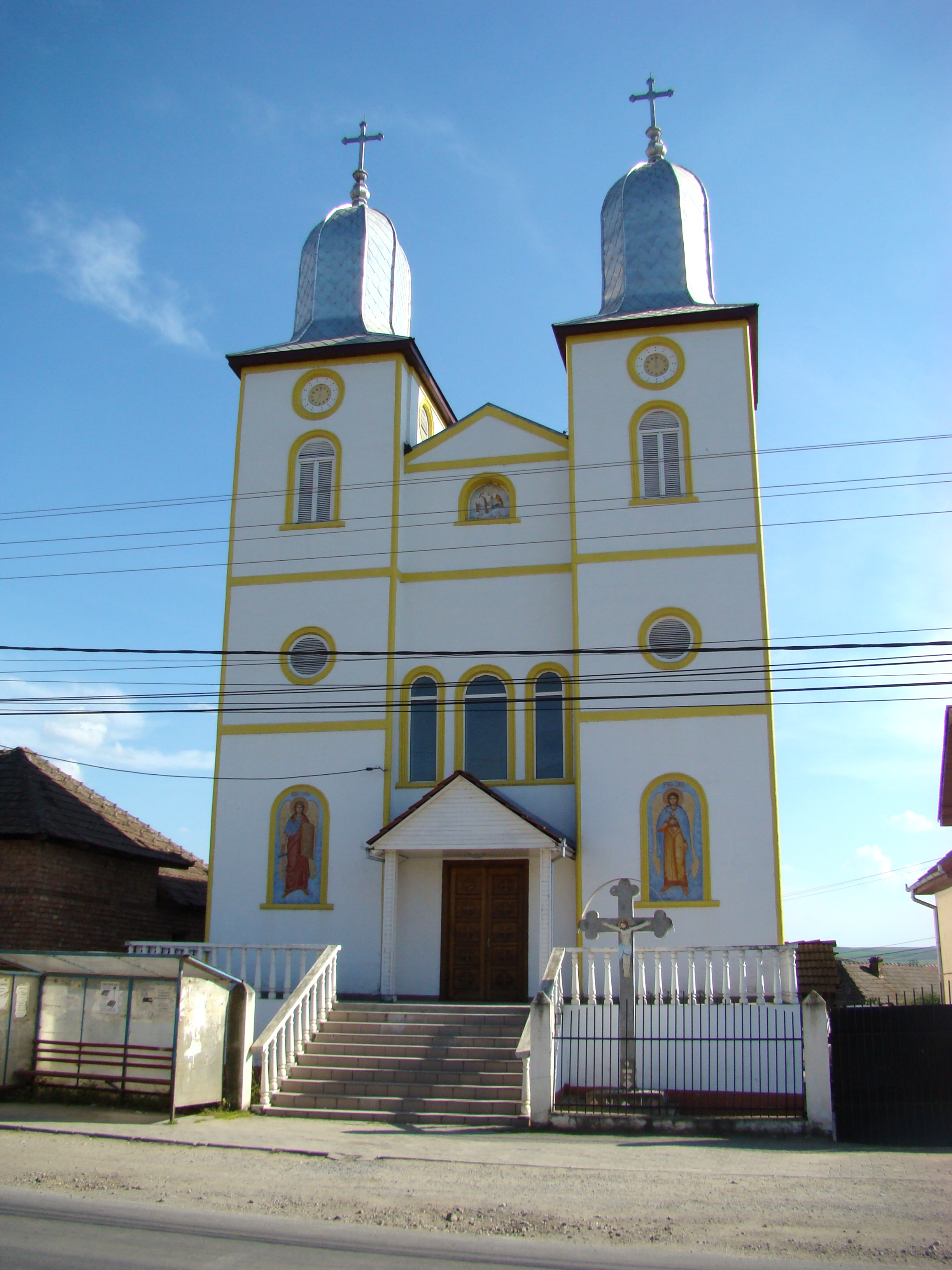
Biserica greco-catolică
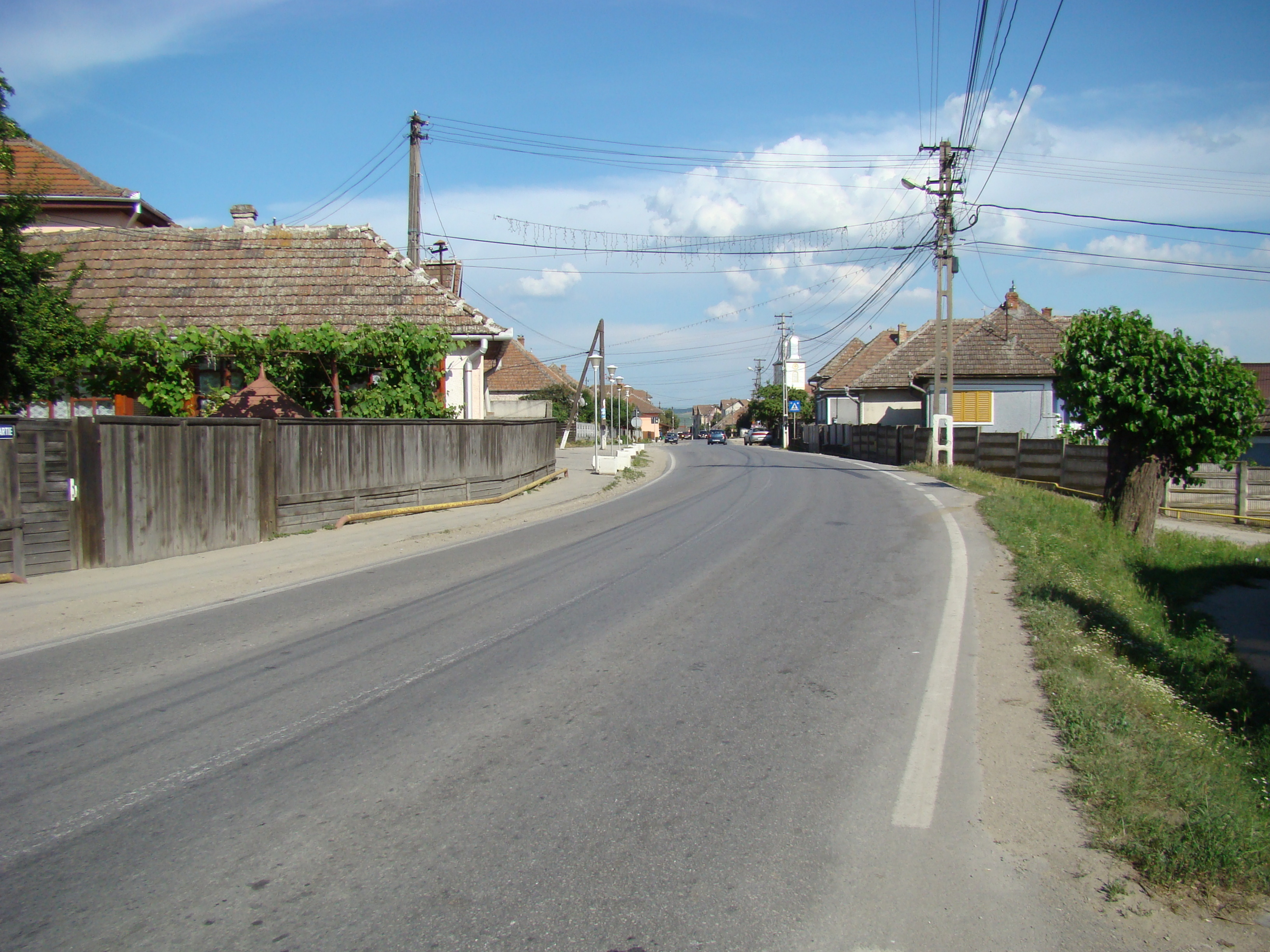
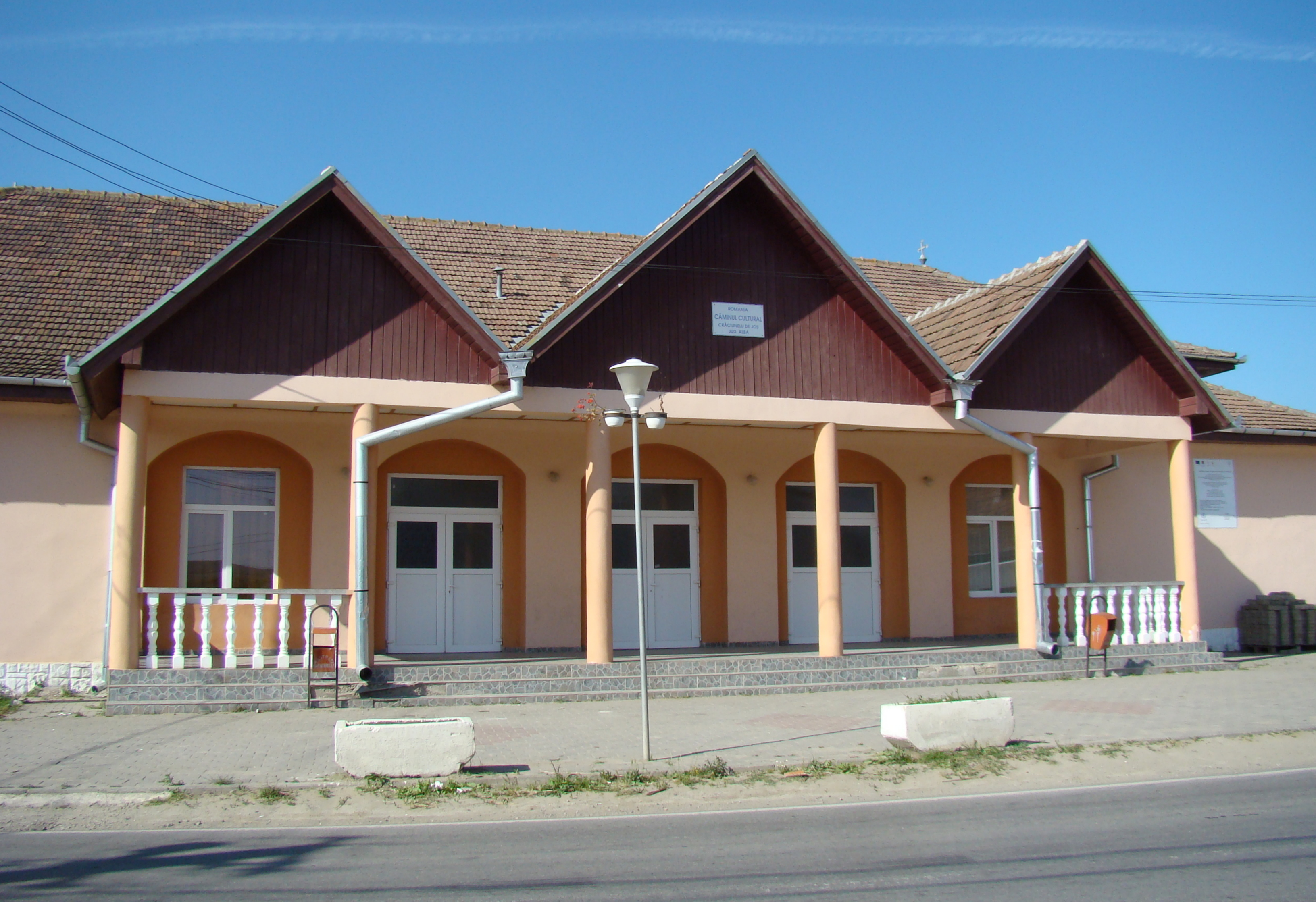
Căminul cultural
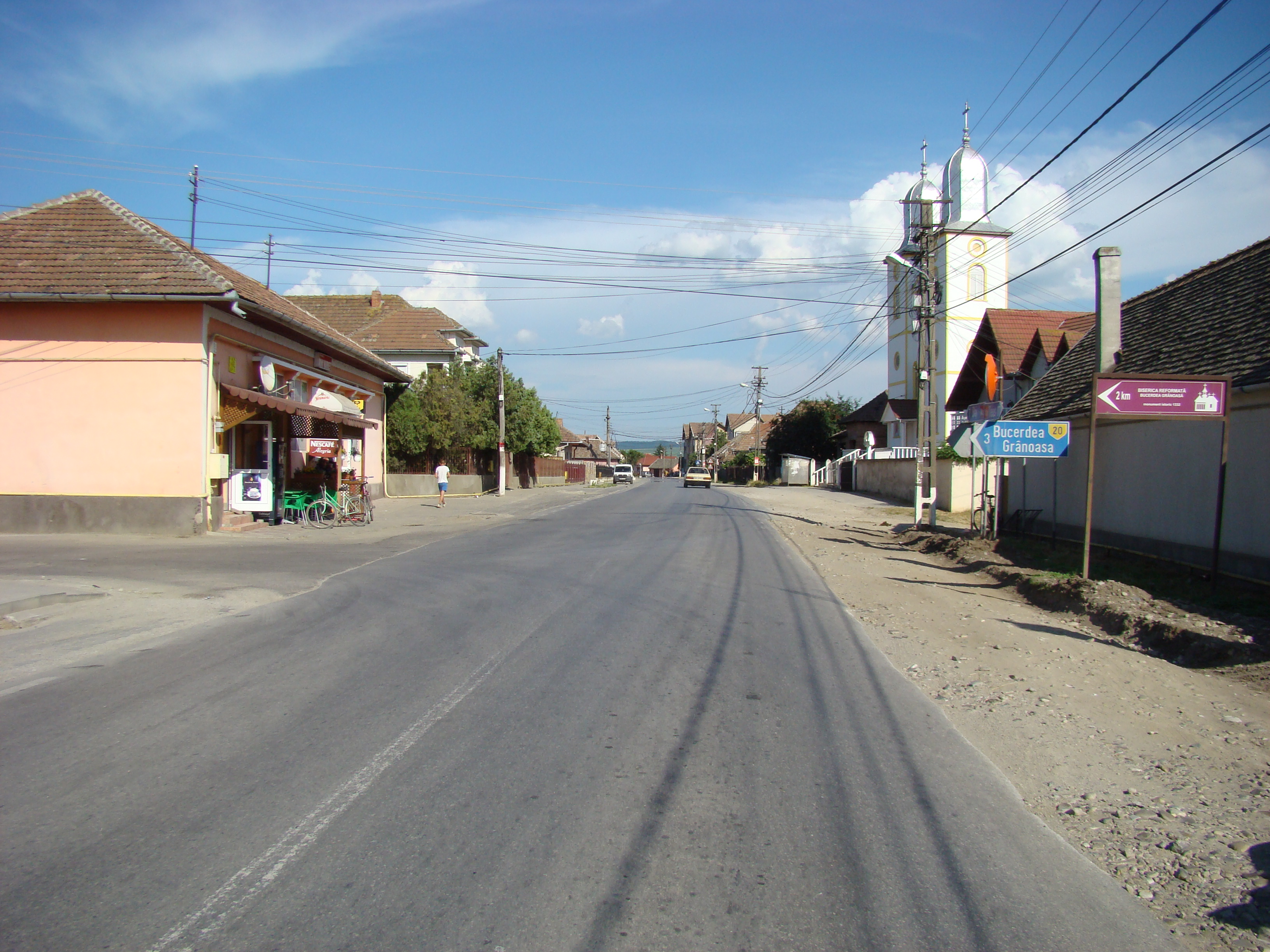
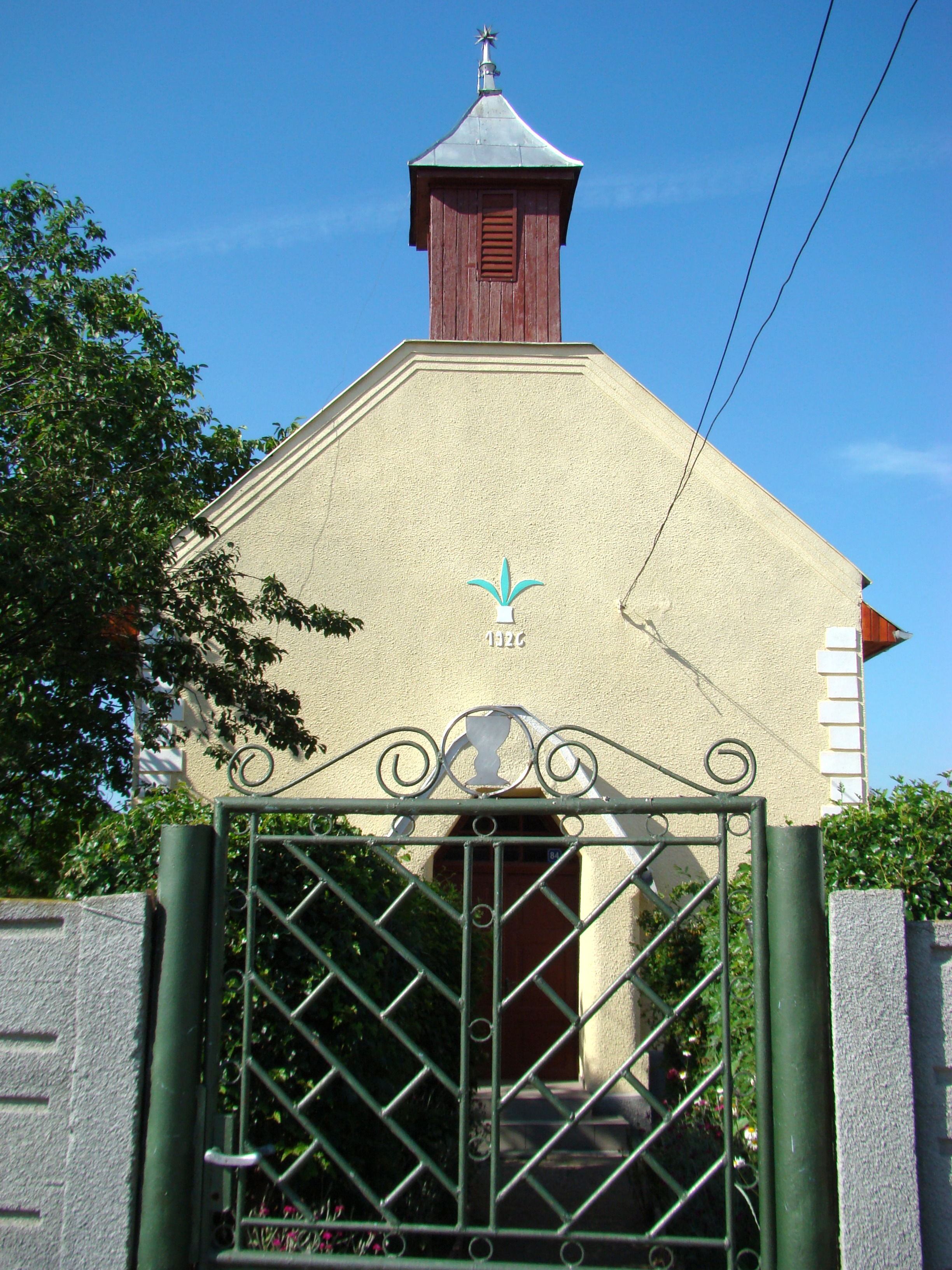
Biserica reformată (1926)
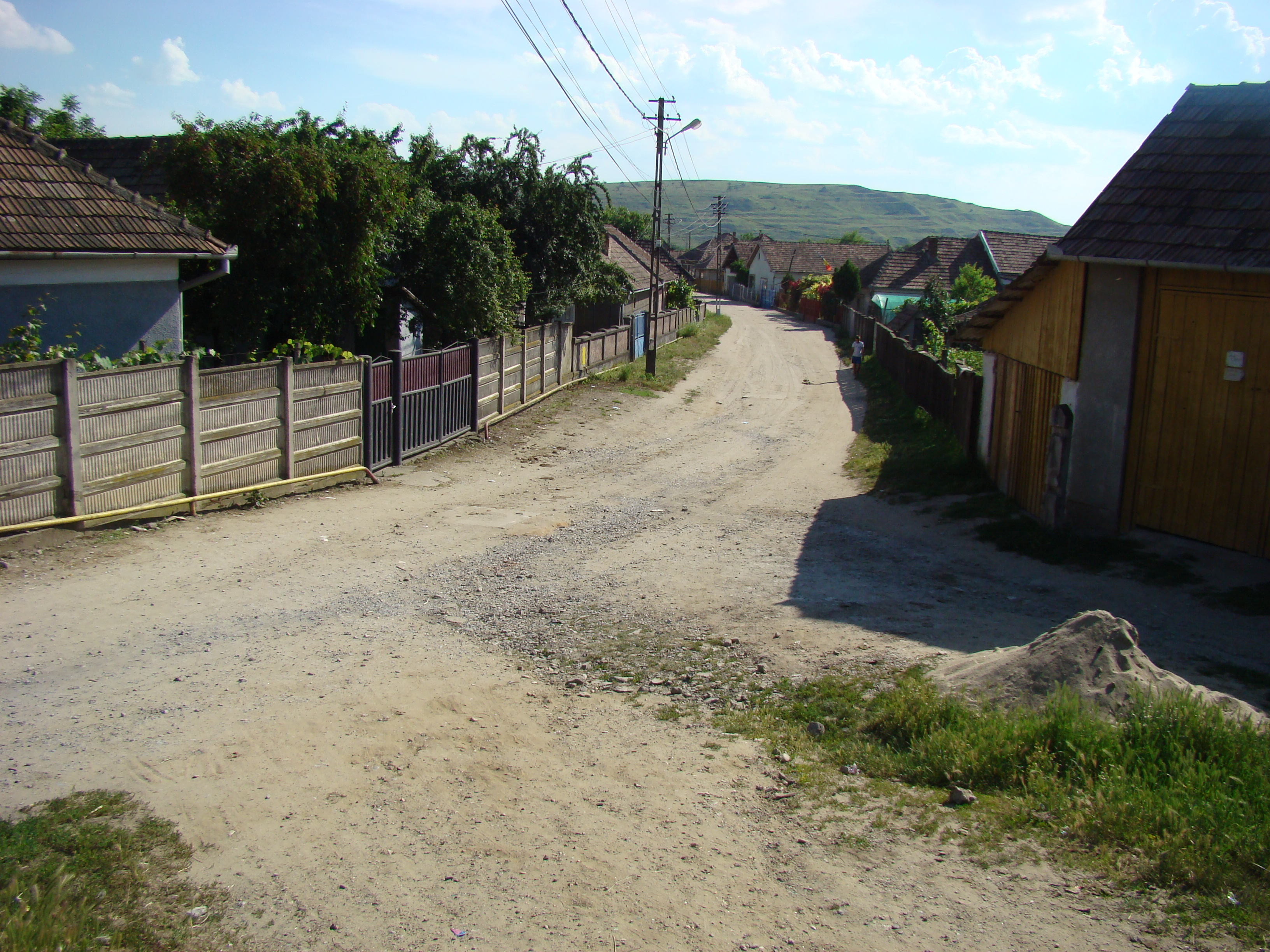
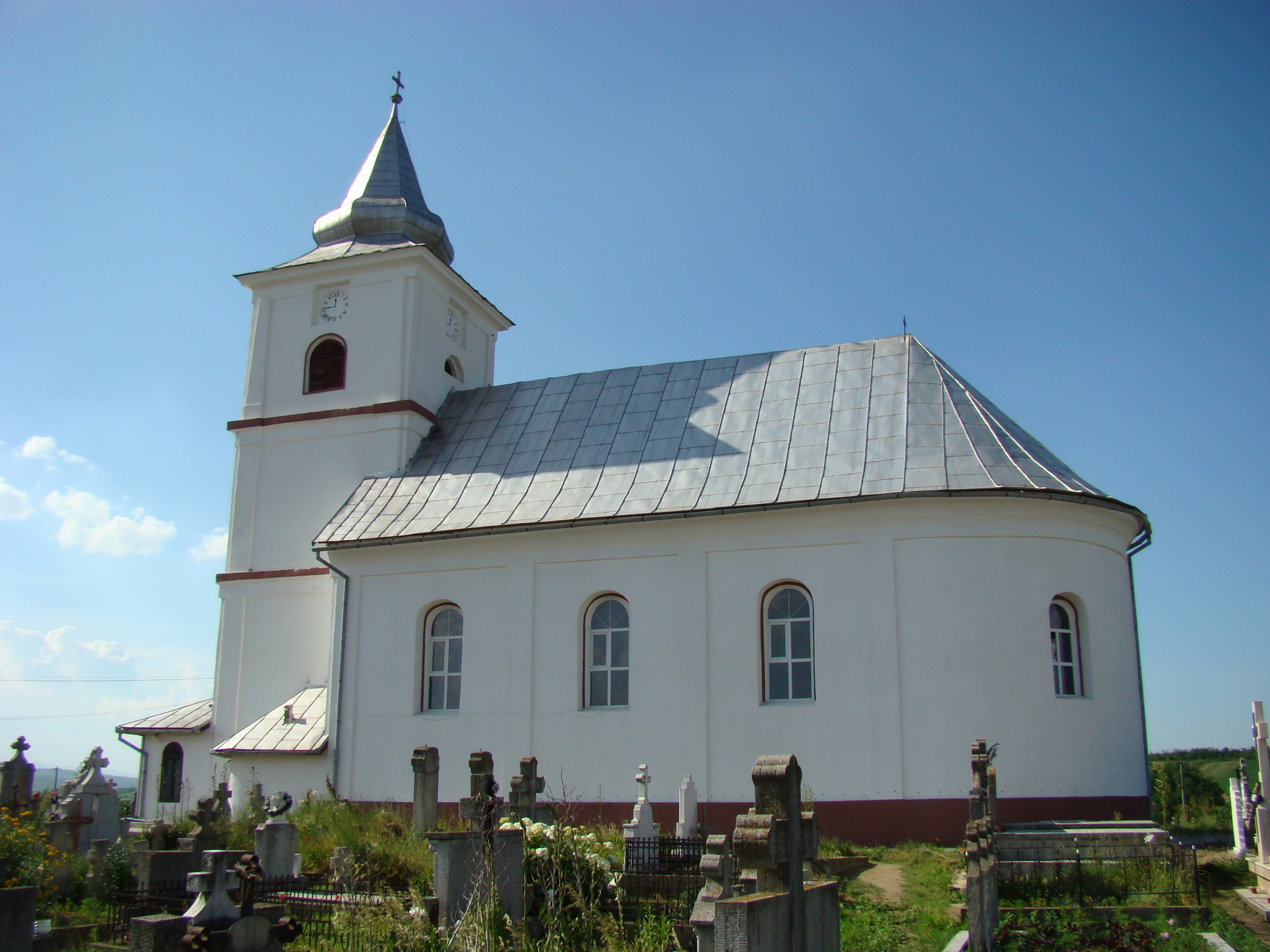
Biserica ortodoxă (inițial unită) „Sfântul Ierarh Nicolae” (1836)